# Leptopecten bavayi
Leptopecten bavayi är en musselart som först beskrevs av Philippe Dautzenberg 1900.  Leptopecten bavayi ingår i släktet Leptopecten och familjen kammusslor. Inga underarter finns listade i Catalogue of Life.